# Laru Bolak
Laru Bolak is een bestuurslaag in het regentschap Mandailing Natal van de provincie Noord-Sumatra, Indonesië. Laru Bolak telt 256 inwoners (volkstelling 2010).